# 达摩达尔·潘德

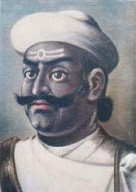
达摩达尔·潘德

达摩达尔·潘德（1752年—1804年）是尼泊尔沙阿王朝时期的一位政治、军事人物，于1799年至1804年期间担任尼泊尔首相。在中国史料里被称作旦姆达尔邦里。
达摩达尔·潘德在普利特维·纳拉扬·沙阿国王东征期间作战勇敢，为著名的廓尔喀战士之一。他在1788年担任将军讨伐满清，在这场战争中扮演着重要角色，立下赫赫战功。
1799年，拉纳·巴哈都尔·沙阿国王的宠妃逝世。拉纳·巴哈都尔国王非常悲伤，让位给年仅两岁的儿子吉尔凡·尤达·比克拉姆·沙阿，退位到瓦拉纳西出家，任命达摩达尔为首相，辅佐年幼的国王。
达摩达尔摄政期间，一直试图禁止拉纳·巴哈都尔参政。1804年3月4日，拉纳·巴哈都尔在比姆森·塔帕等人的支持下返回加德满都，发动政变，逮捕了达摩达尔。达摩达尔在桑寇特（Thankot）被斩首。
| 官衔                    | 官衔                          | 官衔                        |
| ----------------------- | ----------------------------- | --------------------------- |
| 前任者： 无，头衔新设立 | 尼泊尔王国首相 1799年－1804年 | 繼任者： 拉纳·巴哈都尔·沙阿 |